# Securum
Securum var ett svenskt statligt bolag som bildades 1992 under finanskrisen i Sverige 1990–1994 för att överta och avveckla dåliga krediter från halvstatliga Nordbanken. Många av krediterna var i fastighetsbolag och det blev också en uppgift för Securum att stabilisera fastighetsmarknaden. Bolaget bildadades när Anne Wibble (fp) var finansminister och Per Westerberg (m) industri- och näringsminister i regeringen Carl Bildt.
Bolaget övertog en fjärdedel av bankens kreditportfölj, omfattande 3 000 krediter i 1 274 företag (varav 790 aktiebolag – största bolag var Nobel Industrier) till ett värde av 50 miljarder kronor. Securum fick ett aktiekapital av 24 miljarder från staten och därtill 27 miljarder i krediter. Detta skulle räcka för att klara ut krisen under en period av 10 till 15 år. Bolagsledningen fick mycket fria händer. En stor del av krediterna hade avvecklats redan sommaren 1994. Fem börsintroduktioner genomfördes: Nobelpharma – i dag Nobel Biocare – Servisair och de tre fastighetsbolagen Castellum, Norrporten samt Pandox.
Retriva, som övertagit osäkra fordringar från den sedermera med Nordbanken fusionerade Gota Bank, fusionerades 1996 med Securum. Redan sommaren 1997 kunde Securum avvecklas.
Åtgärden var företagsekonomiskt rationell om man ser staten som ägare av Nordbanken. EU:s regelverk hade knappast tillåtit att staten på detta viset snedvrider konkurrensen mot andra banker. Sverige var dock ännu inte medlem av EU när detta skedde.

## Hänvisningar
- Clas Bergström, Peter Englund, Per Thorell, Securum. Och vägen ut ur bankkrisen, 2002, Studieförbundet Näringsliv och Samhälle, ISBN 91-7150-839-2

- Stortingets granskningskommisjon for bankkrisen En norsk rapport om bankkriser i olika länder. Bland svenska banker tar rapporten också upp kriser i Sparbanken, Gota Bank, Föreningsbanken, SE-Banken. (PDF)